# دوپاها
دوپاها (نام علمی: Dipus) یک سرده از موش‌های دوپا (jerboa) است. امروزه تنها یک گونه معمولی شناخته می‌شود، دوپای خراسانی (دوپای سه‌انگشته شمالی) (Dipus sagitta) که در سراسر آسیای مرکزی گسترده‌است. برخی از نویسندگان گونه دوم را نیز می‌شناسند، پامسواکی سه‌انگشتی قایدام (Dipus deasyi) از حوضه قایدام در غرب چین. این سرده دارای رکورد فسیلی است که قدمت آن به میوسن بازمی‌گردد و چندین گونه منقرض‌شده از آسیا شناخته شده‌است. قدیمی‌ترین گونه تاریخ‌گذاری‌شده Dipus conditor است.